# .44 Special
Die Patrone .44 Special, auch bekannt als .44 S&W Special, dient als Munition für Revolver.

## Bezeichnung
Im deutschen Nationalen Waffenregister (NWR) wird die Patrone unter Katalognummer 185 unter folgenden Bezeichnungen geführt (gebräuchliche Bezeichnungen in Fettdruck)
- .44 S&W spec (Hauptbezeichnung)
- .44 S&W special
- .44 special

## Geschichte
Die Patrone wurde 1907 vom Unternehmen Smith & Wesson als Nachfolger zu der Schwarzpulverpatrone .44 S&W Russian herausgebracht. Im Gegensatz zum Vorgänger wurde sie für rauchlose Treibladungen entwickelt. Nach 1955 verschwand die Patrone aus vielen Herstellerkatalogen. Als direkter Nachfolger dieser Patrone gilt die Patrone .44 Magnum, wobei die Standardladungen der Munitionshersteller üblicherweise ein Mehrfaches der Leistungswerte im Vergleich zur .44 Special erreichen.
Die .44 S&W Special darf keinesfalls mit der geringfügig kleineren Patrone .44 S&W American verwechselt werden. Dagegen ist die .44 Magnum bei sonst gleichen Abmessungen lediglich etwas länger, was bedeutet, dass Revolver des Kalibers .44 Magnum in der Lage sind, .44 Special Patronen zu verschießen. Letzteres ist ein ähnliches Verhältnis, wie es zwischen den Patronen .38 Special und .357 Magnum bekannt ist.